# Д. Б. Купер
Д. Б. Купер (англ. D. B. Cooper) також Ден Купер (англ. Dan Cooper) — псевдонім невідомого злочинця, який 24 листопада 1971 року захопив літак Боїнг 727. Після отримання 200 000 доларів викупу він стрибнув з парашутом з літака. Протягом років правоохоронні органи не отримали ніякої інформації про місцеперебування злочинця, його справжнє ім'я та подальшу долю. З отриманого викупу були знайдені тільки 5800 доларів на березі річки в штаті Вашингтон, однак більшість грошей, отриманих Купером, досі не знайдена. Існує декілька теорій щодо обставин злочину і подальшої долі Д. Б. Купера, але ця справа залишається і зараз нерозкритою. Тільки у грудні 2007 року ФБР повідомило, що у зв'язку з новими речовими доказами справа була поновлена.

## Захоплення літака
24 листопада 1971 року напередодні свята Подяки у США о 16:35 був захоплений літак Боїнг 727 американської авіакомпанії «Northwest Orient Airlines» (Northwest Airlines) на маршруті з м. Портленд до м. Сіетл. Пасажир відомий під ім'ям Ден Купер заявив команді літака, що має з собою бомбу і готовий підірвати її, якщо команда не виконає його умови. Спочатку злочинець передав стюардесі Флоренс Шаффнер листа з вимогами, однак молода жінка не приділила цьому уваги, думаючи, що лист був від одного з пасажирів, який до неї залицявся. Коли Флоренс поклала лист у кишеню і відмовилася його одразу прочитати, Купер підкликав її й повідомив, що в нього у дипломаті бомба і що вона має лист з вимогами, який має бути переданий капітанові літака.
Як тільки лист з вимогами злочинця був отриманий капітаном, він негайно повідомив про це авіадиспетчерів у м. Сіетл. Йому було повідомлено, що у зв'язку з реальною загрозою життю пасажирів вони мусили виконувати всі накази викрадача. Далі Купер наказав стюардесі Флоренс Шаффнер сісти поруч з ним і показав їй пристрій, який перебував у дипломаті. Через стюардесу капітанові була передана вимога не сідати у Сіетлі, доки не буде приготовлена сума викупу, яку він зажадав від керівництва компанії.

## Зникнення

Реконструкція стрибка Д. Б. Купера.

Коли нарешті літак приземлився в Сіетлі о 17:45 в обмін на всіх пасажирів на борт літака доставили 200 000 доларів викупу і чотири парашути для трьох членів екіпажу і самого злочинця. Вимога Купера була, можливо, обумовлена тим, що він побоювався, що один парашут тільки для нього міг бути навмисно пошкоджений ФБР. Коли всі вимоги були виконані, о 19:40 злочинець наказав капітанові знову злетіти курсом на Мехіко і летіти з випущеними шасі та на висоті значно нижчій, ніж звичайно. За даними ФБР, приблизно о 20:11 він вистрибнув з літака з грошима та парашутами в південно-східній частині штату Вашингтон. Точне місце приземлення Купера не було встановлено, однак на думку ФБР він напевно приземлився біля м. Аріель у штаті Вашингтон.
Встановити точне місце приземлення Купера було нелегко, оскільки момент і місце вистрибування злочинця залишилися невідомими. Протягом 18 днів тривали пошуки злочинця, його парашута або речей з літака. У прочісуванні місцевості, крім працівників поліції та ФБР, брало участь близько 400 військовослужбовців, але нічого не було знайдено. Серед спеціалістів немає одностайної думки щодо того, чи залишився він живим. Лише через декілька років, 10 лютого 1980 року восьмирічний хлопчик під час пікніка знайшов 5800 доларів старими купюрами з грошей, які були передані Куперу. Гроші перебували у воді, однак все-таки вдалося встановити номери купюр і підтвердити, що вони були з викупу, переданого Куперу. Проте ця знахідка не пролила світло на цю справу, оскільки гроші на березі річки Колумбія могли бути занесені туди з декількох дрібніших приток на великій відстані.

## Наслідки
На думку ФБР, Купер не міг залишитися живим, однак жодних речових підтверджень цієї теорії не знайдено. Зокрема, ФБР висунуло гіпотезу, що злочинець з огляду на навички парашутного спорту, ймовірно, був професійним парашутистом чи десантником. Зухвале викрадення літака і великої суми викупу спонукало уряд встановити металодетектори в кожному аеропорту країни й обладнати літаки пристроями, які б не дозволили відкриття дверей у польоті.
Деякі підозрювані в цій справі все-таки були, серед основних: Роберт У. Рекстро (колишній пілот), та Роберт Р. Лепсі (родичі впізнали його за фотороботом), але причетність жодного з них до злочину не була доведена. У 2007 році мешканка штату Орегон Марла Він Купер заявила, що викрадачем літака був її дядько Він Дойл Купер, але у неї не знайшлося вагомих доказів цьому твердженню.

## Вплив на культуру

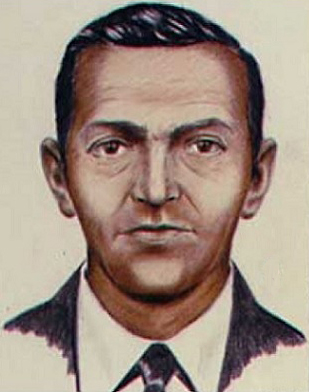
Зображення Д. Б. Купера за даними фоторобота ФБР 1971 року.

За мотивами цієї справи було написано декілька книжок і знято теле- та кінофільми. Найбільш відомим був кінофільм «Погоня за Д. Б. Купером» 1981 року. Крім того, елементи цієї справи знайшли відображення у численних американських телесеріалах, літературі та музиці.
Зокрема образ Д. Б. Купера з'явився в сюжетах таких телесеріалів та фільмів: «Втеча з в'язниці», «Чорний список», «NewsRadio», «Противага», «Мандрівник», «4исла», «П'яна історія», «Локі», у фільмі «Троє в каное» («Without a Paddle») 2004 року та книги «Пророцтво Везувію» («The Vesuvius Prophecy»), написаної на основі телесеріалу 4400.

## Цікаві факти
Одна з художніх версій інциденту з Деном Купером лежить в основі сюжету оповідання Роберта Л. Фіша «Терорист» (Hijack; 1972), де йдеться про викрадення літака з метою викупу. За сюжетом твору, «викрадач», про якого відомі лише ім'я та прізвище (Чарлз Вагнер), насправді є звичайним пасажиром, який стає жертвою змови членів екіпажу літака. Останні від його імені ведуть переговори з авіадиспетчерами й поліцією, імітуючи викрадення повітряного судна. Після отримання викупу пілоти й стюарди скидають тіло вдаваного терориста над океаном, а гроші ділять між собою.